# Hienadź Ławicki
Hienadź Michajławicz Ławicki (biał. Генадзь Міхайлавіч Лавіцкі, ros. Геннадий Михайлович Лавицкий, Giennadij Michajłowicz Ławicki; ur. 28 sierpnia 1942 w Nowej Bielicy w rejonie sienneńkim, zm. 18 września 2013) – radziecki i białoruski wojskowy, pracownik radzieckiego i białoruskiego KGB, w 1994 roku przewodniczący białoruskiego KGB; w latach 1990–1995 deputowany do Rady Najwyższej Białoruskiej SRR/Rady Najwyższej Republiki Białorusi XII kadencji; ambasador Republiki Białorusi w Izraelu; posiadał stopień wojskowy generała porucznika.

## Życiorys
Urodził się 28 sierpnia 1942 roku we wsi Nowobielica, w rejonie sienneńkim, na okupowanej przez III Rzeszę Białorusi. W latach 1959–1962 pracował jako robotnik poszukiwawczy w korytach rzek, następnie do 1966 roku służył w Armii Radzieckiej. W 1970 roku ukończył Witebski Instytut Pedagogiczny, a rok później Wyższe Kursy KGB przy Radzie Ministrów ZSRR. W latach 1970–1995 pracował w organach radzieckiego i białoruskiego KGB. Od 16 sierpnia 1990 roku był deputowanym do Rady Najwyższej Białoruskiej SRR/Rady Najwyższej Republiki Białorusi XII kadencji. W okresie od 22 lutego do lipca 1994 roku pełnił funkcję przewodniczącego Komitetu Bezpieczeństwa Państwowego Republiki Białorusi. 6 kwietnia tego samego roku został awansowany ze stopnia wojskowego generała majora na generała porucznika. Od 18 października 1995 do 21 stycznia 2004 roku był ambasadorem Republiki Białorusi w Izraelu. Zmarł 18 września 2013 roku.
Hienadź Ławicki był żonaty, miał dwoje dzieci.

## Odznaczenia
- osiem medali[2];
- Gramota Pochwalna Rady Ministrów Republiki Białorusi (27 sierpnia 2002) – za aktywną, owocną pracę na rzecz realizacji polityki zagranicznej Republiki Białorusi, rozwój współpracy międzynarodowej i wzmocnienie autorytetu państwa na arenie międzynarodowej[8].